# Dulee Johnson
Dulee Johnson (Monrovia, 7 novembre 1984) è un ex calciatore liberiano con passaporto svedese, di ruolo centrocampista.

## Carriera
Figlio dell'ex calciatore e allenatore liberiano Josiah Johnson, Dulee è approdato in Svezia dopo aver disputato la Gothia Cup, iniziando la sua avventura nel 1998 al Floda che all'epoca militava addirittura nella quinta serie svedese.
Nel 2001 si è trasferito all'Häcken, e nello stesso anno è stato inserito nella lista dei 100 migliori prospetti mondiali stilata da Don Balón. Nel 2002 ha giocato la Coppa d'Africa con la Liberia insieme all'ex Pallone d'oro George Weah, quest'ultimo alle sue ultime apparizioni in Nazionale.
Nel 2006 è stato chiamato a sostituire Derek Boateng all'AIK, tuttavia nel luglio 2008 è stato ceduto al Maccabi Tel Aviv prima di essere riacquistato l'anno seguente. Nel 2009 con l'AIK ha vinto lo scudetto svedese: nell'ultima giornata, partita decisiva in casa dei diretti rivali dell'IFK Göteborg, è stato Johnson a servire l'assist del definitivo 1-2 al capitano Daniel Tjernström. Il rapporto con il club nerogiallo si è interrotto nel 2010, anno in cui Johnson ha anche ottenuto il passaporto svedese nel mese di marzo.
Successivamente ha avuto un paio di brevi parentesi in Grecia e Paesi Bassi, terminate prematuramente per motivi disciplinari così come l'esperienza sudafricana. Per la stagione 2013 e per quella 2014 ha firmato un biennale con gli svedesi del Brage, contratto che poteva essere rescisso dal club in qualsiasi momento qualora Johnson non segua il programma di riabilitazione dall'alcolismo come da accordi. Nel 2014 ha giocato in Romania, tra Săgeata Năvodari e CSMS Iași.
Il 2 settembre 2015 è stato ingaggiato dai norvegesi del Moss, formazione militante nella 2. divisjon, ossia il terzo livello del campionato locale. Il 9 gennaio 2016 ha firmato un contratto annuale con il Molde, compagine dell'Eliteserien. Il 1º giugno, il Molde ha reso noto che il giorno precedente Johnson aveva rescisso il contratto che lo legava al club.
Libero da vincoli contrattuali, il 23 luglio 2016 è stato ingaggiato dai norvegesi dello Start con un contratto valido sino al termine della stagione in corso. Alla fine dell'annata, è stato reso noto che il suo contratto in scadenza non sarebbe stato rinnovato.
Il 1º giugno 2018 è stato ingaggiato dal Lyn fino alla fine dell'anno.

## Controversie
Dulee Johnson è stato spesso protagonista di vicende giudiziarie:
- nel 2004 fu arrestato per guida senza patente[10]
- nel 2005 fu arrestato per un'aggressione fisica nei confronti della fidanzata[11]
- nel 2005 fu anche arrestato per guida senza patente e guida in stato d'ebbrezza[11]
- nel 2007 fu arrestato per aver insultato una agente stradale a seguito di un diverbio[12]
- nel 2008 fu nuovamente arrestato per guida senza patente e guida in stato d'ebbrezza, evitando poi la condanna[13]
- nel 2009 fu arrestato per una sospetta frode, provando a saldare il conto di un pub con una carta bloccata e non più intestata a lui[14]
- nel 2010 fu arrestato per violenza sessuale, ma dopo alcuni mesi di carcerazione fu assolto e risarcito; gli sponsor dell'AIK avevano comunque chiesto e ottenuto il suo allontanamento[15]
- nel 2011 i greci del Panaitolikos lo lasciarono senza squadra per essere rientrato tardi il giorno prima di una partita[16]
- nel 2011 gli olandesi del De Graafschap lo licenziarono per un suo rifiuto all'alcol test dopo aver causato un incidente stradale[17]
- nel 2012 risultò positivo alla cocaina e per questo licenziato dai sudafricani dell'AmaZulu[18]

## Palmarès

### Club

#### Competizioni nazionali
- Coppa Toto: 1

Maccabi Tel Aviv: 2008-2009
- Campionato svedese: 1

AIK: 2009
- Coppa di Svezia: 1

AIK: 2009
- Supercoppa di Svezia: 1

AIK: 2010